# Az-Zijara (poddystrykt)
Az-Zijara – jedna z 5 jednostek administracyjnych trzeciego rzędu (nahijja) dystryktu As-Sukajlabijja w muhafazie Hama w Syrii.
W 2004 roku poddystrykt zamieszkiwało 38 872 osób.